# Шеррилл (Арканзас)
Шеррилл (англ. Sherrill, Arkansas) — город, расположенный в округе Джефферсон (штат Арканзас, США) с населением в 126 человек по статистическим данным переписи 2000 года.

## География
По данным Бюро переписи населения США город Шеррилл имеет общую площадь в 0,26 квадратных километров, водных ресурсов в черте населённого пункта не имеется.
Шеррилл расположен на высоте 66 метров над уровнем моря.

## Демография
По данным переписи населения 2000 года в Шеррилле проживало 126 человек, 39 семей, насчитывалось 51 домашнее хозяйство и 54 жилых дома. Средняя плотность населения составляла около 315 человек на один квадратный километр. Расовый состав Шеррилла по данным переписи распределился следующим образом: 80,95 % белых, 19,05 % — чёрных или афроамериканцев.
Из 52 домашних хозяйств в 31,4 % — воспитывали детей в возрасте до 18 лет, 64,7 % представляли собой совместно проживающие супружеские пары, в 9,8 % семей женщины проживали без мужей, 23,5 % не имели семей. 19,6 % от общего числа семей на момент переписи жили самостоятельно, при этом 7,8 % составили одинокие пожилые люди в возрасте 65 лет и старше. Средний размер домашнего хозяйства составил 2,47 человек, а средний размер семьи — 2,85 человек.
Население города по возрастному диапазону по данным переписи 2000 года распределилось следующим образом: 23,8 % — жители младше 18 лет, 5,6 % — между 18 и 24 годами, 27,8 % — от 25 до 44 лет, 31,0 % — от 45 до 64 лет и 11,9 % — в возрасте 65 лет и старше. Средний возраст жителей составил 40 лет. На каждые 100 женщин в Шеррилле приходилось 103,2 мужчин, при этом на каждые сто женщин 18 лет и старше приходилось 92,0 мужчин также старше 18 лет.
Средний доход на одно домашнее хозяйство в городе составил 29 375 долларов США, а средний доход на одну семью — 33 438 долларов. При этом мужчины имели средний доход в 32 813 долларов США в год против 21 250 долларов среднегодового дохода у женщин. Доход на душу населения в городе составил 15 096 долларов в год. Все семьи Шеррилл имели доход, превышающий уровень бедности, 21,8 % от всей численности населения находилось на момент переписи населения за чертой бедности, при этом 30,3 % из них были моложе 18 лет и 26,7 % — в возрасте 64 лет и старше.